# Saison 2024 de l'équipe cycliste féminine Movistar
La saison 2024 de l'équipe féminine Movistar est la septième de la formation. L'équipe enregistre l'arrivée de la puncheuse Olivia Baril, ainsi que des sœurs Ruiz Perez et de Claire Steels. Au niveau des départs, la leader Annemiek van Vleuten prend sa retraite. La grimpeuse Katrine Aalerud quitte la formation, tout comme la jeune coureuse australienne Sarah Gigante. Alicia González, Lourdes Oyarbide et Gloria Rodríguez sont les autres départs.
Liane Lippert doit se tenir longtemps éloignée du peloton en raison d'une fracture de fatigue. Elle gagne néanmoins une étape du Tour d'Italie, est troisième du Grand Prix de Plouay et quatrième des championnats du monde. Arlenis Sierra se montre régulière avec la sixième place à Gand-Wevelgem, la deuxième place à la Classique féminine de Navarre, le doublé sur les championnats nationaux de Cuba avec le titre en contre-la-montre et sur route. Olivia Baril est septième du Trofeo Alfredo Binda-Comune di Cittiglio et sixième du Tour du Pays basque. Liane Lippert est vingt-neuvième du classement UCI. Movistar est dixième de ce classement par équipes et douzième de celui du World Tour.

## Préparation de la saison

### Partenaires et matériel de l'équipe

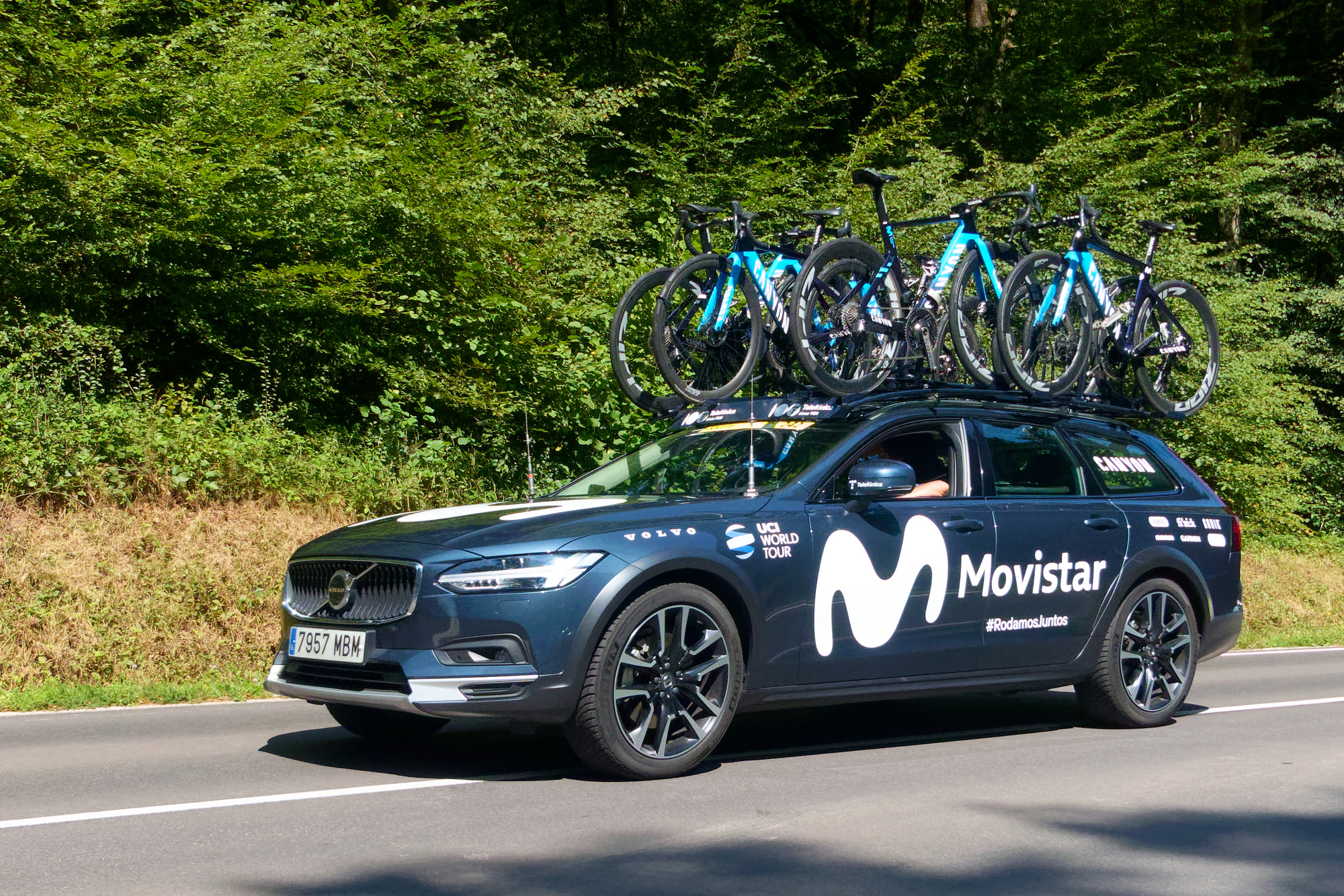
Voiture de l'équipe

L'équipe court sur des cycles Canyon.

### Arrivées et départs
L'équipe enregistre l'arrivée de la puncheuse Olivia Baril, ainsi que des sœurs Ruiz Perez et de Claire Steels. Au niveau des départs, la leader Annemiek van Vleuten prend sa retraite. La grimpeuse Katrine Aalerud quitte la formation, tout comme la jeune coureuse australienne Sarah Gigante. Alicia González, Lourdes Oyarbide et Gloria Rodríguez sont les autres départs.
| Arrivées         | Équipe 2023                       |
| ---------------- | --------------------------------- |
| Olivia Baril     | UAE Team ADQ                      |
| Laura Ruiz Pérez | Eneicat-CMTeam-Seguros Deportivos |
| Lucia Ruiz Pérez | Eneicat-CMTeam-Seguros Deportivos |
| Claire Steels    | Israel-Premier Tech Roland        |

| Départs              | Équipe 2024                     |
| -------------------- | ------------------------------- |
| Katrine Aalerud      | Uno-X Mobility                  |
| Sarah Gigante        | AG Insurance-Soudal             |
| Alicia González      | Lifeplus Wahoo                  |
| Lourdes Oyarbide     | Laboral Kutxa-Fundacion Euskadi |
| Gloria Rodríguez     |                                 |
| Annemiek van Vleuten | Retraite                        |

### Effectifs
| Effectif 2024                            | Effectif 2024     | Effectif 2024 | Effectif 2024                             |
| Cycliste                                 | Date de naissance | Pays          | Équipe précédente                         |
| ---------------------------------------- | ----------------- | ------------- | ----------------------------------------- |
| Olivia Baril                             | 10 octobre 1997   | Canada        | UAE Team ADQ (2023)                       |
| Aude Biannic                             | 27 mars 1991      | France        | FDJ-Nouvelle Aquitaine-Futuroscope (2017) |
| Jelena Erić                              | 15 janvier 1996   | Serbie        | Alé Cipollini (2019)                      |
| Sheyla Gutiérrez                         | 1 janvier 1994    | Espagne       | Cylance (2018)                            |
| Liane Lippert                            | 13 janvier 1998   | Allemagne     | Team DSM (2022)                           |
| Floortje Mackaij                         | 18 octobre 1995   | Pays-Bas      | Team DSM (2022)                           |
| Sara Martín                              | 22 mars 1999      | Espagne       | Sopela Women's Team (2020)                |
| Mareille Meijering                       | 11 mars 1995      | Pays-Bas      | Zaaf Cycling Team (2023)                  |
| Emma Norsgaard Bjerg                     | 26 juillet 1999   | Danemark      | Paule Ka (2020)                           |
| Paula Patiño                             | 29 mars 1997      | Colombie      | Centre mondial du cyclisme (2018)         |
| Lucia Ruiz Pérez                         | 18 juin 2004      | Espagne       | Eneicat-CMTeam-Seguros Deportivos (2023)  |
| Arlenis Sierra                           | 7 décembre 1992   | Cuba          | A.R. Monex Women's (2021)                 |
| Claire Steels                            | 9 novembre 1986   | Royaume-Uni   | Israel-Premier Tech Roland (2023)         |
| Cat Ferguson (1 août–31 déc., stagiaire) | 27 avril 2006     | Royaume-Uni   | Shibden Apex RT (2024)                    |
| Laura Ruiz Pérez                         | 18 juin 2004      | Espagne       | Eneicat-CMTeam-Seguros Deportivos (2023)  |
|                                          |                   |               |                                           |
| Source : ProCyclingStats                 |                   |               |                                           |

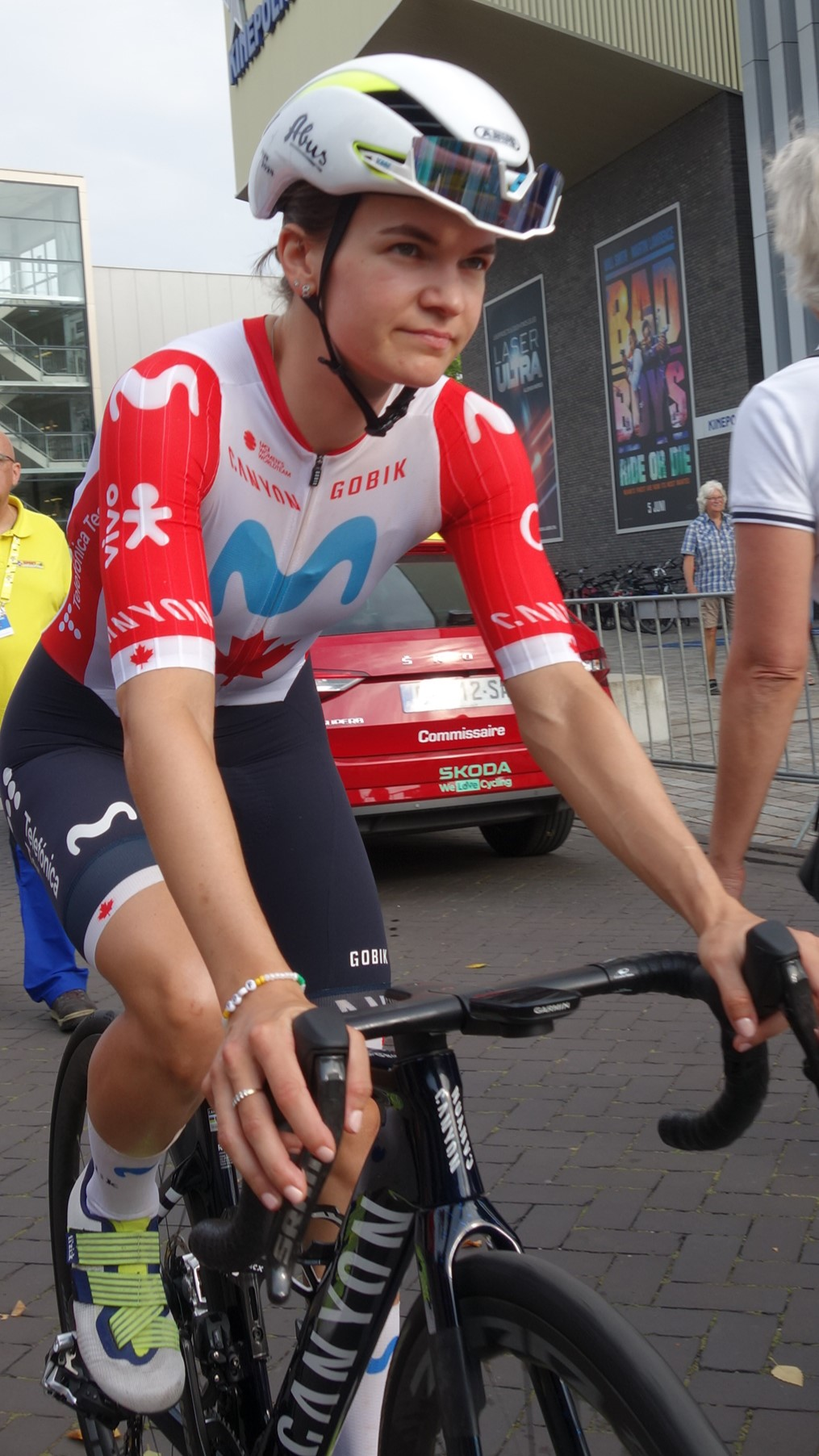
Olivia Baril
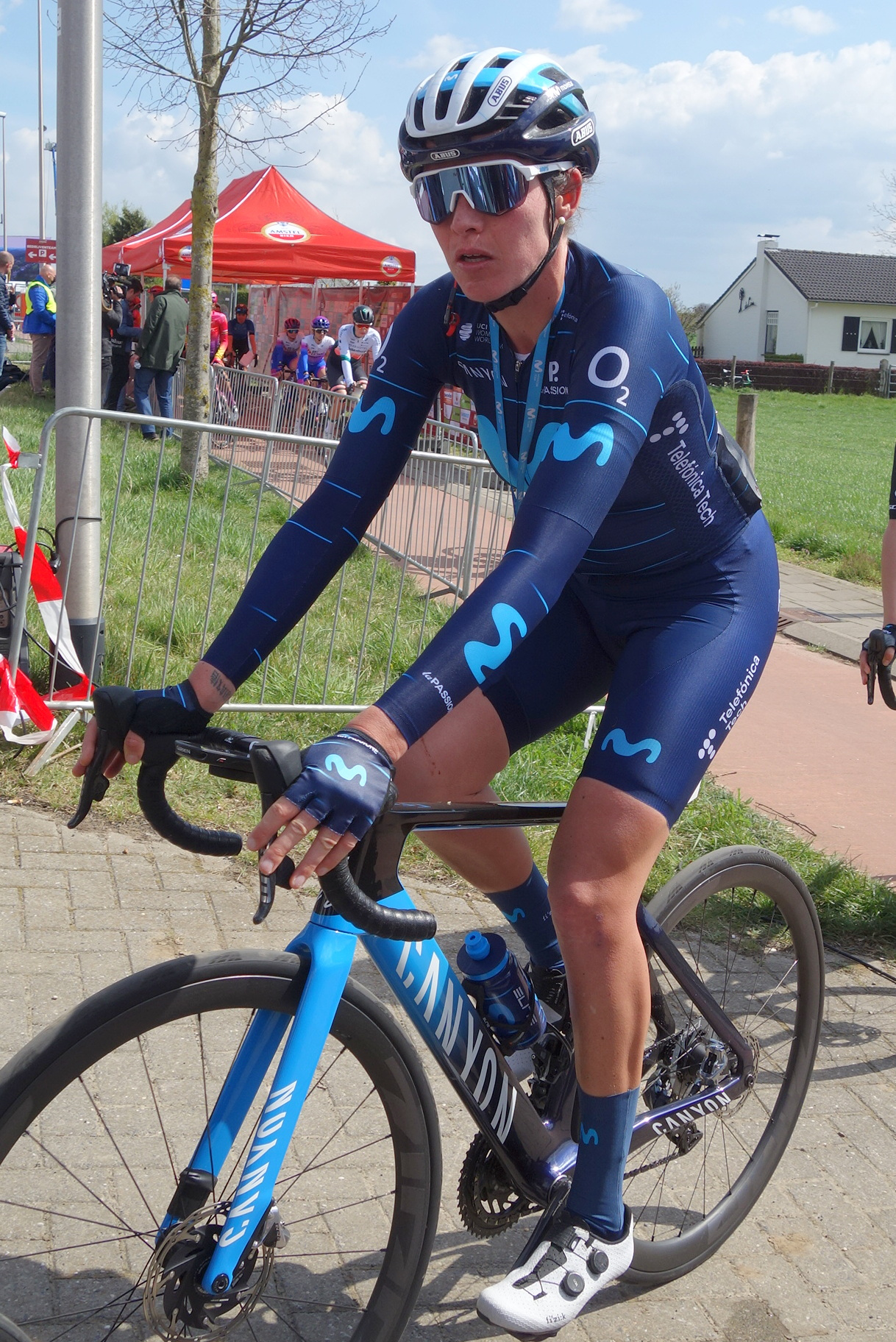
Aude Biannic en 2022
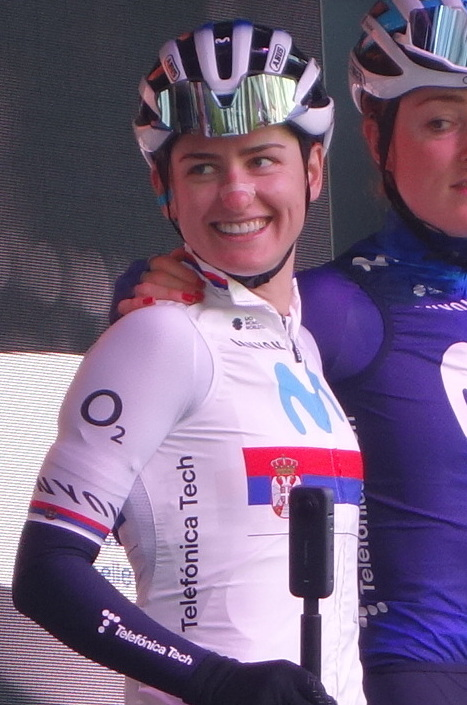
Jelena Erić en 2023
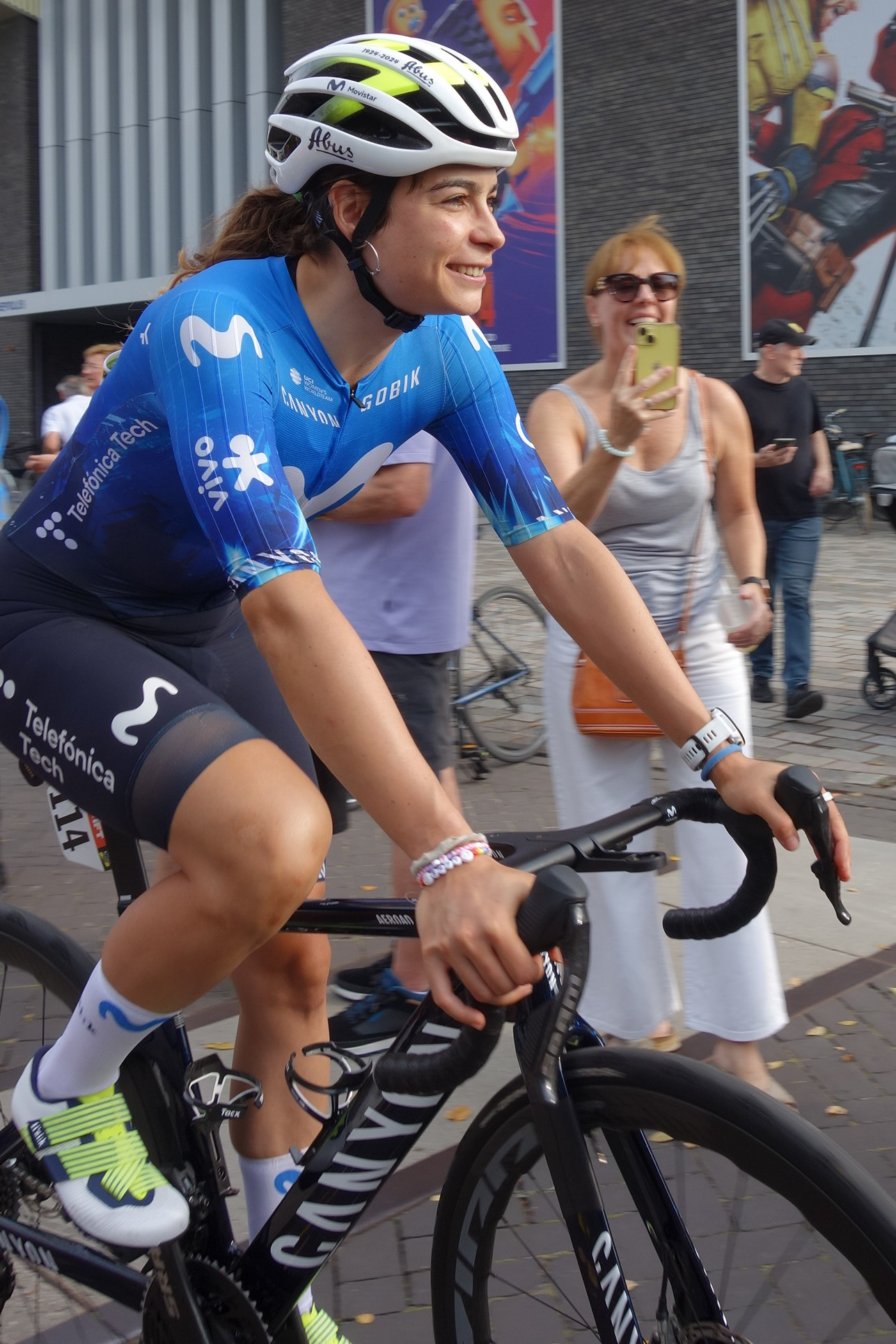
Sheyla Gutiérrez
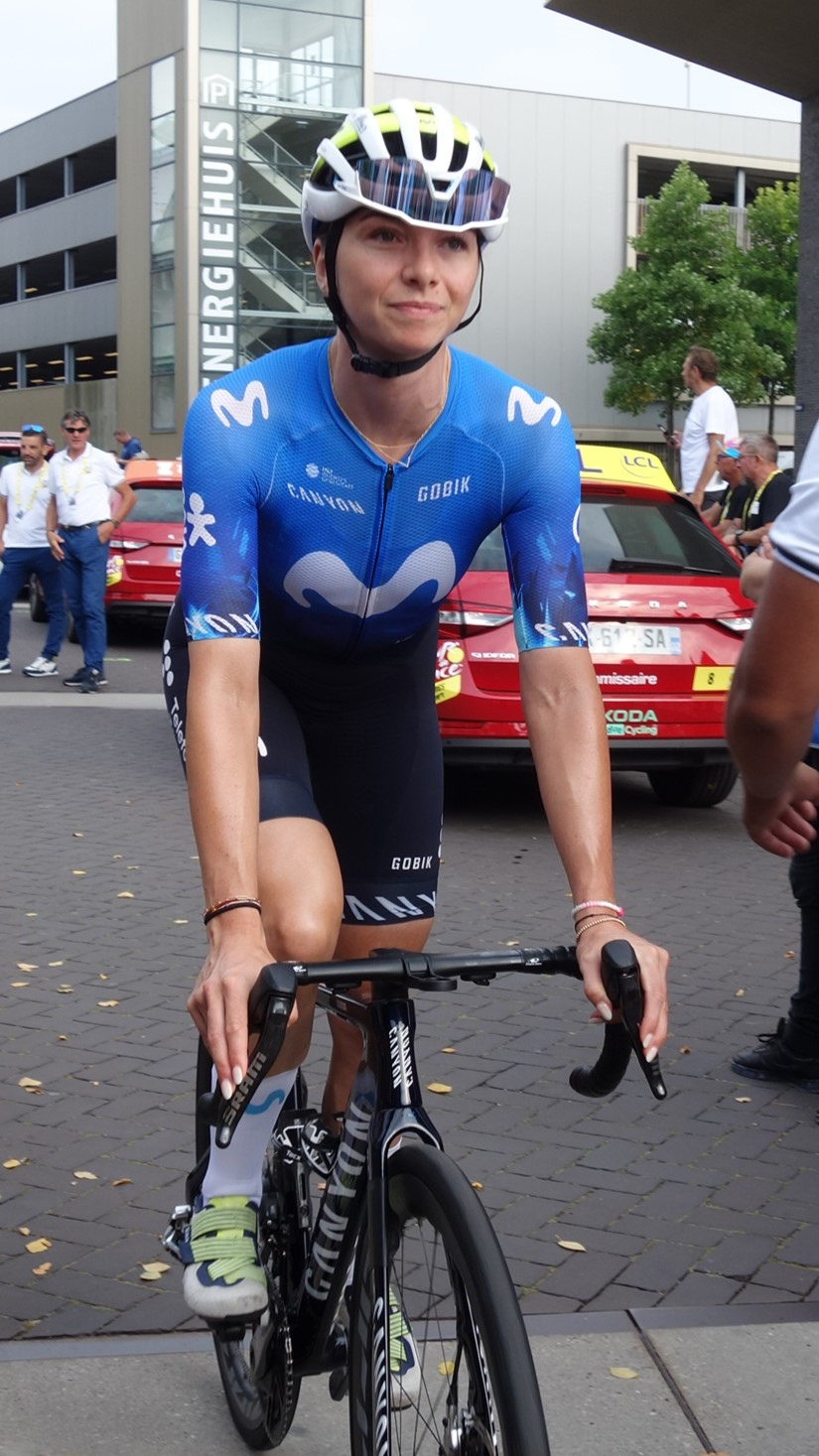
Liane Lippert
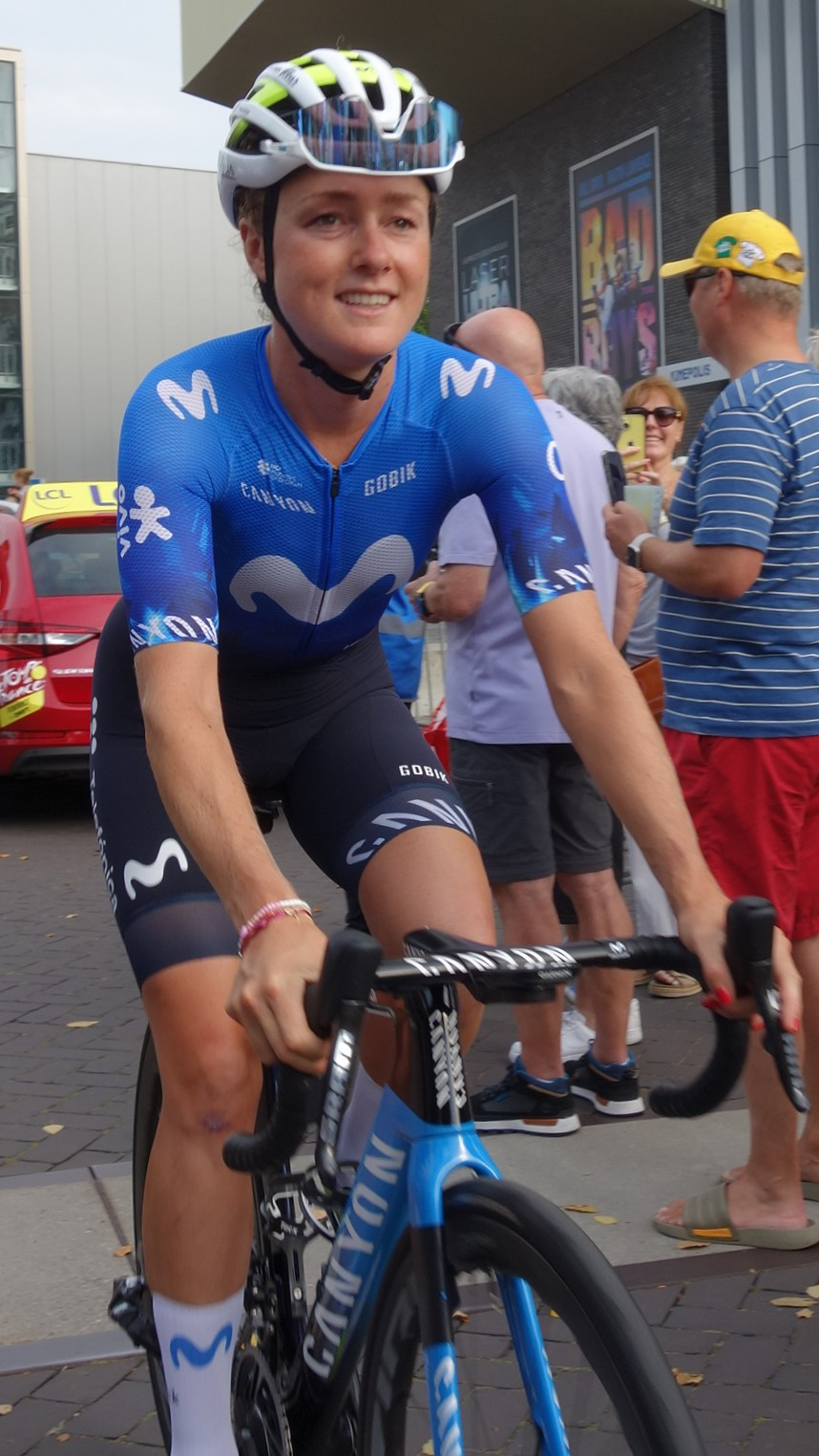
Floortje Mackaij
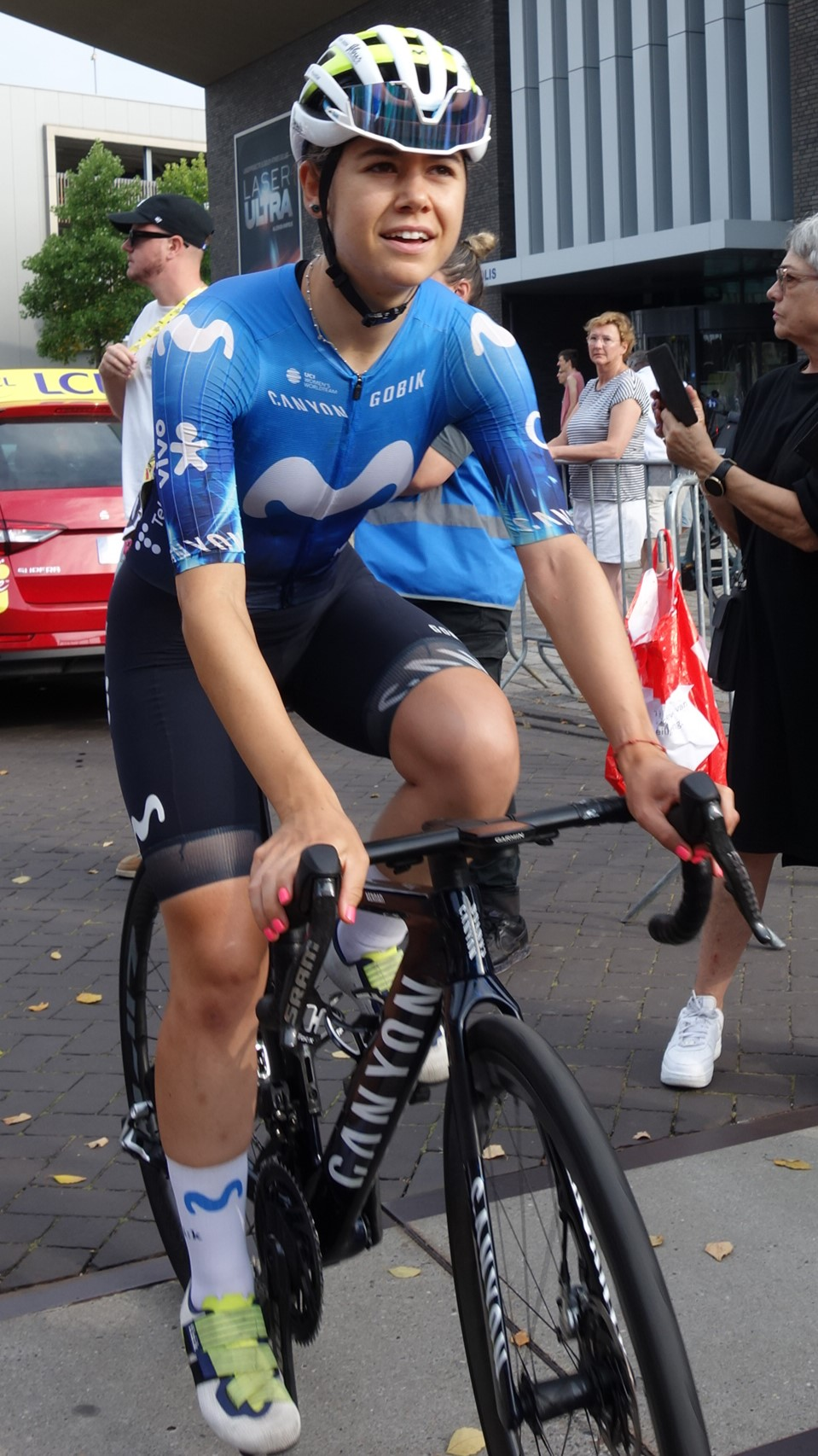
Sara Martín
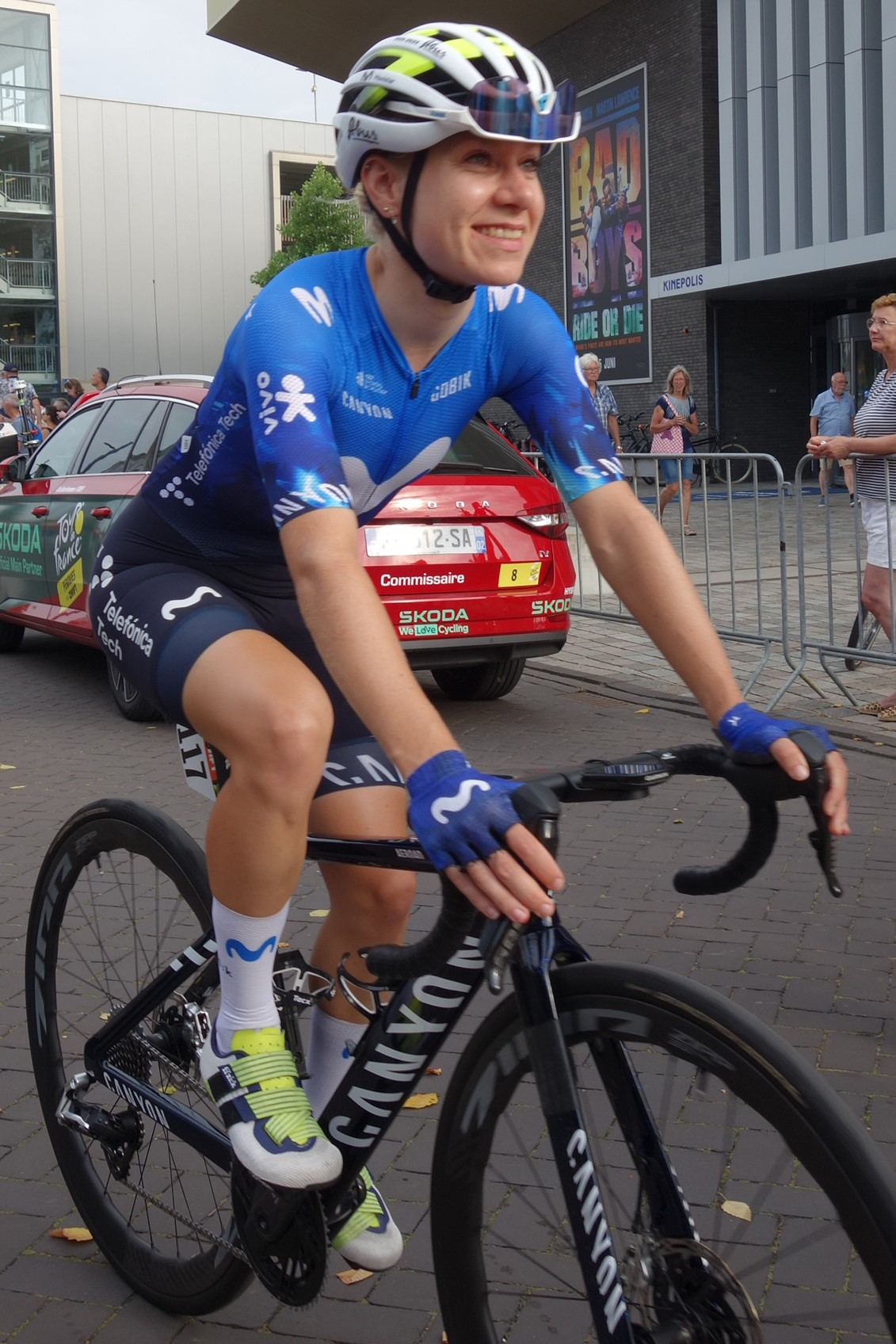
Mareille Meijering
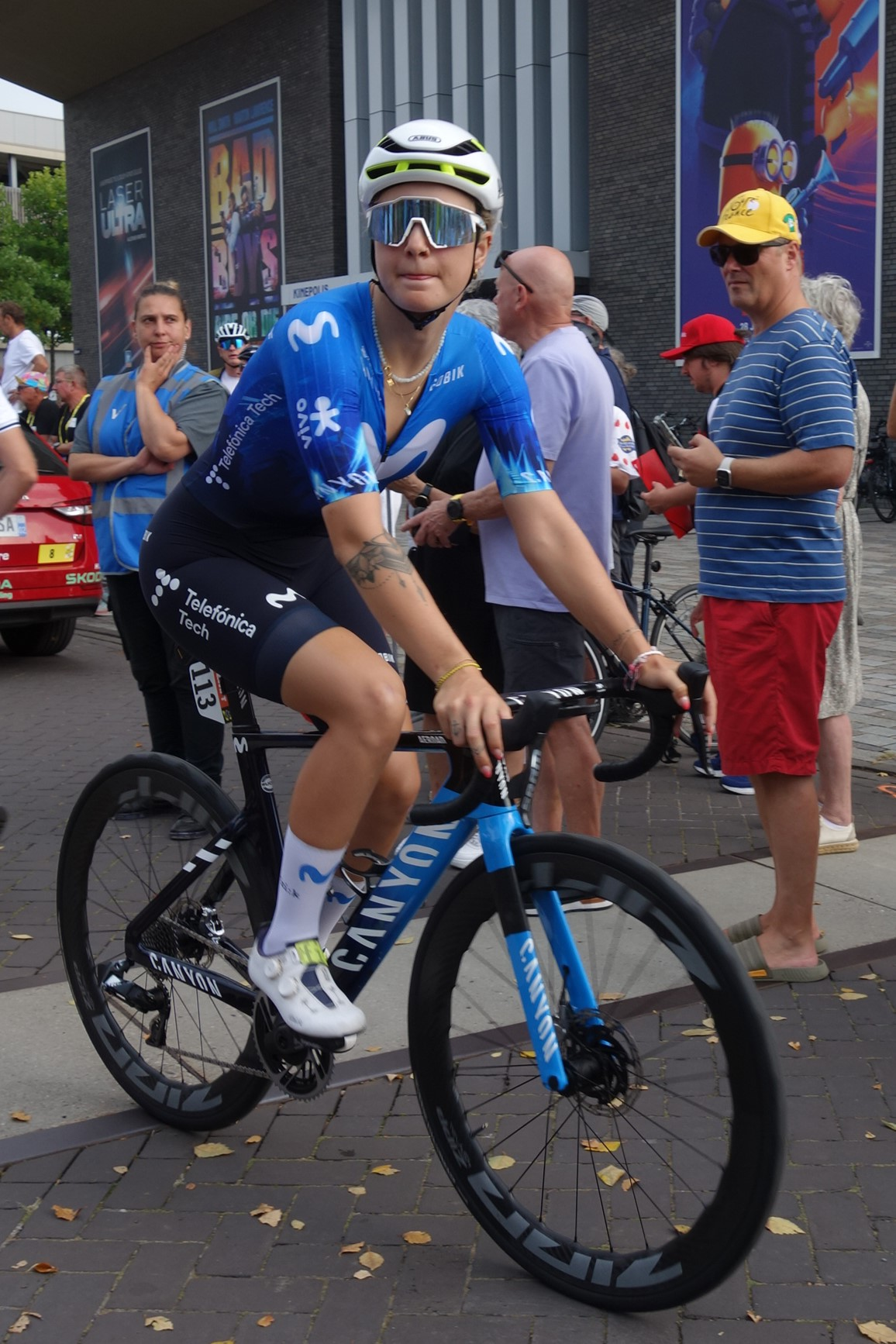
Emma Norsgaard Bjerg
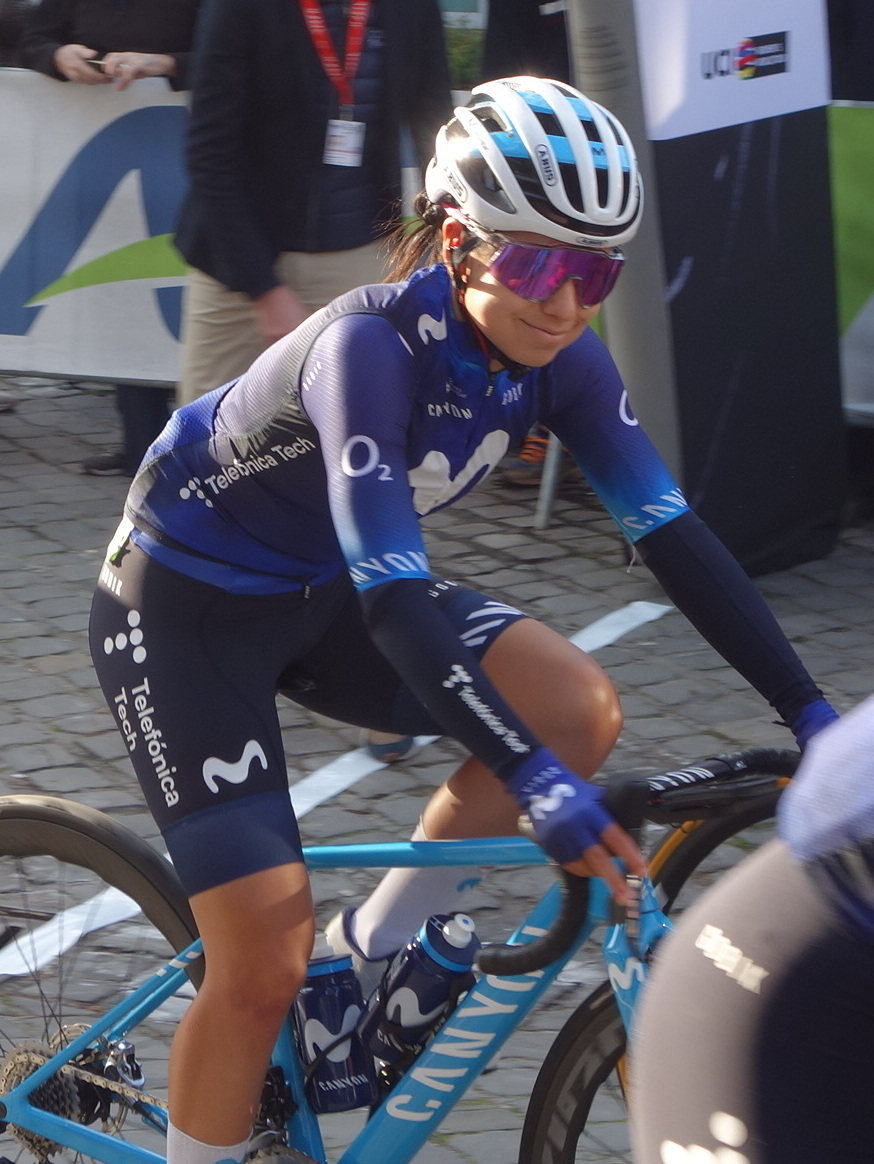
Paula Patiño en 2023
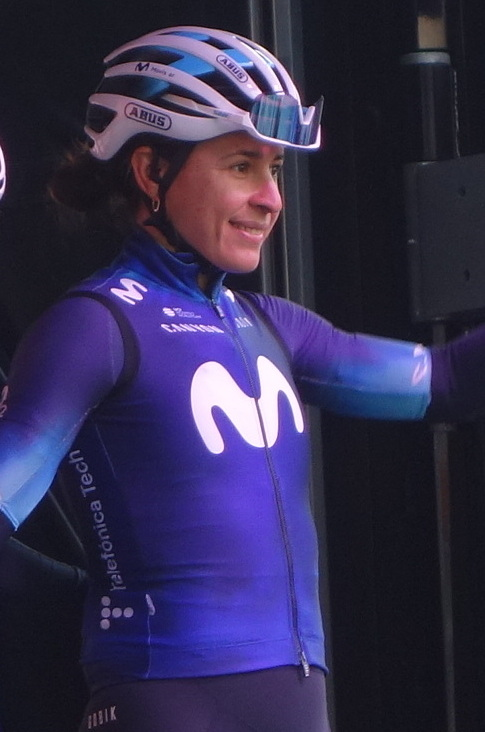
Arlenis Sierra en 2023

## Déroulement de la saison
Liane Lippert est victime d'une fracture de fatigue à la hanche et est écartée des courses jusqu'au Tour d'Italie.

### Mars
Au Trofeo Alfredo Binda-Comune di Cittiglio, Olivia Barril prend la septième place au sprint.
À la Classic Bruges-La Panne, Emma Norsgaard Bjerg est septième du sprint. À Gand-Wevelgem, dans le Baneberg, Lotte Kopecky place une première attaque. Elle est suivie par d'autres coureuses dont Emma Norsgaard. Néanmoins, cette sortie est de courte durée. Dans le final, Floortje Mackaij attaque, sa coéquipière Emma Norsgaard contre et reste quelques kilomètres en tête. Après une période calme, Emma Norsgaard attaque de nouveau à quatre kilomètres de l'arrivée. Elle est reprise. Arlenis Sierra est sixième du sprint.

### Mai
Au Tour du Pays basque, Arlenis Sierra est deuxième du sprint de la première étape. Le lendemain, Olivia Baril est quatrième. Elle réitére cette performance le lendemain. Elle est sixième du classement général final, Arlenis Sierra est huitième.
À la Classique féminine de Navarre, Arlenis Sierra prend la deuxième place.

### Juin
Aux championnats nationaux, Arlenis Sierra réalise le doublé à Cuba avec le titre en contre-la-montre et sur route. Emma Norsgaard Bjerg remporte le titre du contre-la-montre au Danemark, tandis qu'Olivia Baril et Jelena Erić s'imposent respectivement au Canada et en Serbie sur route.

### Juillet
Au Tour d'Italie, Arlenis Sierra est quatrième du sprint de la deuxième étape. Jelena Erić est septième de l'arrivée en côte de la quatrième étape. Arlenis Sierra est troisième du sprint le lendemain. Sur la sixième étape, à quarante kilomètres de l'arrivée, une chute dans le peloton provoque une cassure. Un quatuor se retrouve alors à l'avant : Liane Lippert, Ruth Edwards, Erica Magnaldi et Ane Santesteban. Elles ont deux minutes quarante d'avance au pied de la dernière difficulté du jour. Dans celle-ci, Santesteban est distancée. Le trio restant se dispute la victoire au sprint et Lippert s'impose. Mareille Meijering est onzième du classement général final.

### Août

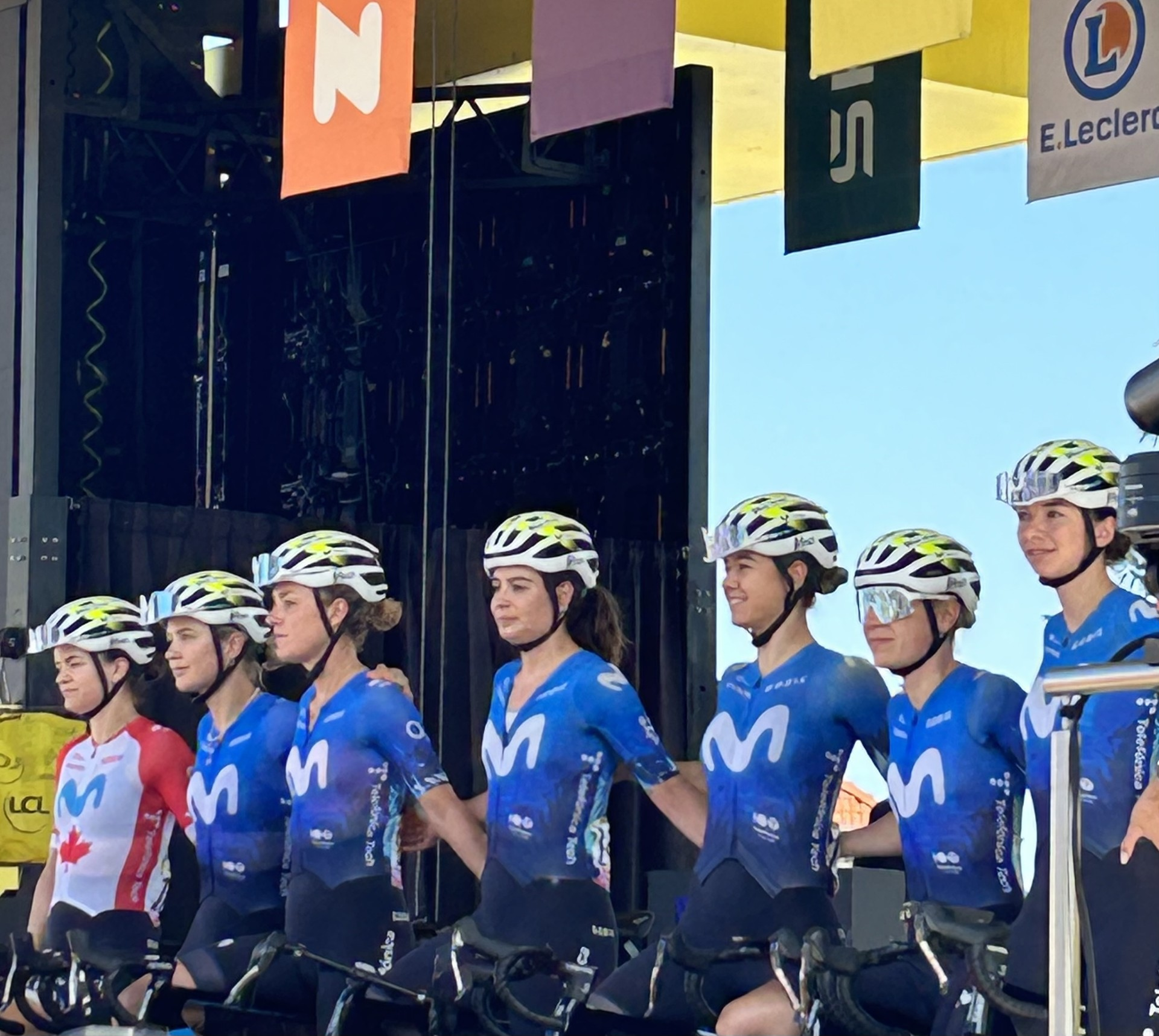
Équipe au Tour de France

À la Course en ligne des Jeux olympiques, après la chute de Dygert, un groupe de dix se forme avec Liane Lippert. Elle termine la course à la seizième place.
Au Tour de France, sur la cinquième étape, après qu'une chute morcèle le peloton, Liane Lippert prend la troisième place du sprint,. Elle est deuxième du sprint du peloton derrière Marianne Vos le lendemain, soit troisième de l'étape. 
Au Grand Prix de Plouay, à cinquante kilomètres de la ligne, Elisa Longo Borghini passe à l'offensive. Elle est suivie par un groupe comprenant Liane Lippert. L'entente est mauvaise et le peloton les reprend. Après que la Movistar reprend les fuyardes dans la côte de Lezot, Liane Lippert attaque. Dygert et Bredewold unissent leur force et reviennent sur l'Allemande à trois kilomètres de la ligne. Dygert accélère au deux kilomètres, Bredewold laisse à Lippert la chasse. Au sprint, Bredewold comble le trou sur l'Américaine et s'impose. Liane Lippert est troisième.

### Septembre
Au championnat du monde sur route, dans la côte de Wetzikon, Liane Lippert accélère. Seules Kopecky, Chloé Dygert, Elisa Longo Borghini et Demi Vollering peuvent suivre l'Allemande. Malgré cette montée très rapide, le groupe de neuf coureuses se reforme ensuite à environ quatorze kilomètres de l'arrivée. Liane Lippert est quatrième du sprint,.

## Victoires

### Sur route
| Victoires | Victoires                                   | Victoires | Victoires | Victoires            | Victoires |
| Date      | Course                                      | Pays      | Classe    | Vainqueur            |           |
| --------- | ------------------------------------------- | --------- | --------- | -------------------- | --------- |
| 26 janv.  | Championnat de Colombie sur route           | Colombie  | CN        | Paula Patiño         |           |
| 28 janv.  | Women Cycling Pro Costa De Almería          | Espagne   | 1.1       | Olivia Baril         |           |
| 8 mars    | 1re étape du Tour d'Estrémadure             | Espagne   | 2.2       | Olivia Baril         |           |
| 9 mars    | 2e étape du Tour d'Estrémadure              | Espagne   | 2.2       | Mareille Meijering   |           |
| 10 mars   | Classement général, Tour d'Estrémadure      | Espagne   | 2.2       | Mareille Meijering   |           |
| 1 juin    | 4e étape du Tour d'Andalousie               | Espagne   | 2.1       | Arlenis Sierra       |           |
| 18 juin   | Championnat de Cuba du contre-la-montre     | Cuba      | CN        | Arlenis Sierra       |           |
| 19 juin   | Championnat de Cuba sur route               | Cuba      | CN        | Arlenis Sierra       |           |
| 21 juin   | Championnat du Danemark du contre-la-montre | Danemark  | CN        | Emma Norsgaard Bjerg |           |
| 22 juin   | Championnat du Canada sur route             | Canada    | CN        | Olivia Baril         |           |
| 23 juin   | Championnat de Serbie sur route             | Serbie    | CN        | Jelena Erić          |           |
| 12 juill. | 6e étape du Tour d'Italie                   | Italie    | 2.WWT     | Liane Lippert        |           |
| 21 juill. | La Picto-Charentaise                        | France    | 1.1       | Sheyla Gutiérrez     |           |
| 20 sept.  | 1re étape du Tour de la Semois              | Belgique  | 2.2       | Cat Ferguson         |           |
| 1 oct.    | Binche Chimay Binche pour Dames             | Belgique  | 1.1       | Cat Ferguson         |           |

### Résultats sur les courses majeures

#### World Tour
| UCI Women's World Tour | UCI Women's World Tour | UCI Women's World Tour | UCI Women's World Tour                   | UCI Women's World Tour | UCI Women's World Tour | UCI Women's World Tour |
| Date                   | n°                     | Pays                   | Course                                   | Meilleure coureuse     | Classement             |                        |
| ---------------------- | ---------------------- | ---------------------- | ---------------------------------------- | ---------------------- | ---------------------- | ---------------------- |
| 12 – 14 janv.          | 1                      | Australie              | Women's Tour Down Under                  | -                      | -                      |                        |
| 27 janv.               | 2                      | Australie              | Cadel Evans Great Ocean Road Race Women  | -                      | -                      |                        |
| 8 – 11 fév.            | 3                      | Émirats arabes unis    | Tour des Émirats arabes unis             | Mareille Meijering     | 9e                     |                        |
| 24 fév.                | 4                      | Belgique               | Circuit Het Nieuwsblad                   | Emma Norsgaard Bjerg   | 11e                    |                        |
| 2 mars                 | 5                      | Italie                 | Strade Bianche                           | Mareille Meijering     | 31e                    |                        |
| 10 mars                | 6                      | Pays-Bas               | Tour de Drenthe                          | -                      | -                      |                        |
| 17 mars                | 7                      | Italie                 | Trofeo Alfredo Binda-Comune di Cittiglio | Olivia Baril           | 7e                     |                        |
| 21 mars                | 8                      | Belgique               | Classic Bruges-La Panne                  | Emma Norsgaard Bjerg   | 7e                     |                        |
| 24 mars                | 9                      | Belgique               | Gand-Wevelgem                            | Arlenis Sierra         | 6e                     |                        |
| 31 mars                | 10                     | Belgique               | Tour des Flandres                        | Arlenis Sierra         | 12e                    |                        |
| 6 avr.                 | 11                     | France                 | Paris-Roubaix                            | Arlenis Sierra         | 18e                    |                        |
| 14 avr.                | 12                     | Pays-Bas               | Amstel Gold Race                         | Arlenis Sierra         | 23e                    |                        |
| 17 avr.                | 13                     | Belgique               | Flèche wallonne                          | Olivia Baril           | 12e                    |                        |
| 21 avr.                | 14                     | Belgique               | Liège-Bastogne-Liège                     | Mareille Meijering     | 27e                    |                        |
| 28 avr. – 5 mai        | 15                     | Espagne                | Tour d'Espagne                           | Olivia Baril           | 30e                    |                        |
| 10 – 12 mai            | 16                     | Espagne                | Tour du Pays basque                      | Olivia Baril           | 6e                     |                        |
| 16 – 19 mai            | 17                     | Espagne                | Tour de Burgos                           | Liane Lippert          | 8e                     |                        |
| 24 – 26 mai            | 18                     | Royaume-Uni            | RideLondon-Classique                     | -                      | -                      |                        |
| 6 – 9 juin             | 19                     | Royaume-Uni            | Tour de Grande-Bretagne                  | -                      | -                      |                        |
| 15 – 18 juin           | 20                     | Suisse                 | Tour de Suisse                           | -                      | -                      |                        |
| 7 – 14 juill.          | 21                     | Italie                 | Tour d'Italie                            | Mareille Meijering     | 11e                    |                        |
| 12 – 18 août           | 22                     | France                 | Tour de France Femmes                    | Mareille Meijering     | 15e                    |                        |
| 24 août                | 23                     | France                 | Grand Prix de Plouay                     | Liane Lippert          | 3e                     |                        |
| 6 – 8 sept.            | 24                     | Suisse                 | Tour de Romandie                         | Mareille Meijering     | 13e                    |                        |
| 8 – 13 oct.            | 25                     | Pays-Bas               | Simac Ladies Tour                        | -                      | -                      |                        |
| 15 – 17 oct.           | 26                     | Chine                  | Tour de l'île de Chongming               | -                      | -                      |                        |
| 20 oct.                | 27                     | Chine                  | Tour du Guangxi                          | -                      | -                      |                        |

Liane Lippert est trentième du classement individuel. Movistar est douzième du classement par équipes.

#### Grands tours
| Grand tour            | Tour d'Espagne     | Tour d'Italie            | Tour de France           |
| --------------------- | ------------------ | ------------------------ | ------------------------ |
| Coureuse (classement) | Olivia Baril (30e) | Mareille Meijering (11e) | Mareille Meijering (15e) |
| Accessits             |                    | 1 étape                  |                          |

## Classement mondial
| Classement UCI | Classement UCI       | Classement UCI | Classement UCI |
| Coureuse       | Coureuse             | Pays           | Points         |
| -------------- | -------------------- | -------------- | -------------- |
| 29e            | Liane Lippert        | Allemagne      | 1239.8 pts     |
| 35e            | Arlenis Sierra       | Cuba           | 1074 pts       |
| 45e            | Olivia Baril         | Canada         | 917.8 pts      |
| 53e            | Mareille Meijering   | Pays-Bas       | 803.4 pts      |
| 60e            | Emma Norsgaard Bjerg | Danemark       | 730.1 pts      |
| 201e           | Floortje Mackaij     | Pays-Bas       | 201 pts        |
| 202e           | Paula Patiño         | Colombie       | 200 pts        |
| 234e           | Sheyla Gutiérrez     | Espagne        | 172.4 pts      |
| 241e           | Jelena Erić          | Serbie         | 166.4 pts      |
| 283e           | Claire Steels        | Royaume-Uni    | 131 pts        |
| 430e           | Sara Martín          | Espagne        | 79.4 pts       |
| 468e           | Laura Ruiz Pérez     | Espagne        | 73 pts         |
| 544e           | Lucia Ruiz Pérez     | Espagne        | 59 pts         |
| 654e           | Aude Biannic         | France         | 40 pts         |

Movistar est dixième du classement par équipes.